# Xuân Thu

Bản đồ Xuân Thu thế kỷ thứ 5 trước công nguyên

Xuân Thu (chữ Trung Quốc: 春秋时代; Hán Việt: Xuân Thu thời đại, bính âm: Chūnqiū Shídài) là một giai đoạn lịch sử từ 771 đến 476 TCN trong lịch sử Trung Quốc. Tên của nó bắt nguồn từ cuốn Kinh Xuân Thu (Biên niên sử Xuân Thu), một cuốn sử mà theo truyền thống thường được coi là của Khổng Tử. Ở giai đoạn Xuân Thu, quyền lực được tập trung hoá. Giai đoạn này xảy ra rất nhiều các trận chiến và sự sáp nhập khoảng 170 nước nhỏ. Sự sụp đổ dần dần của giới thượng lưu dẫn tới sự mở rộng học hành; trí thức gia tăng lại thúc đẩy tự do tư tưởng và tiến bộ kỹ thuật. Tiếp sau giai đoạn này là thời Chiến Quốc.
Ở thời điểm đó Trung Quốc vẫn chưa được coi là một đế quốc. Và tới tận khi vị hoàng đế đầu tiên của nhà Tần (秦), và cũng là vị hoàng đế đầu tiên của Trung Quốc lên ngôi thì nước này mới bắt đầu giai đoạn phong kiến tập quyền. Dưới thời nhà Chu, trung tâm của quyền lực nằm trong tay (hay được cho là như vậy) vị vua nhà Chu dưới hình thức phong kiến phân quyền.
Cần lưu ý rằng vua và hoàng đế không phải hoàn toàn như nhau. Vị vua nhà Chu nhận được đồ cống nạp từ các quý tộc cai trị tại những vùng đất mà họ được thừa kế từ tổ tiên. Các vị tổ tiên được phong làm quý tộc hay công tước tại các nước chư hầu thường là các quan chức có công lao lớn đối với nhà vua và triều đình cai trị, trong trường hợp này là nhà Chu. Vị vua nhà Chu không trực tiếp kiểm soát các tiểu quốc chư hầu của mình. Thay vào đó, sự trung thành chung của các quận công và quý tộc tạo nên quyền lực cho ông ta. Khi lòng trung thành giảm đi, quyền lực của nhà vua cũng giảm sút. Vị hoàng đế đầu tiên của Trung Quốc là Tần Thủy Hoàng thấy rằng hệ thống phong kiến cuối cùng sẽ dẫn tới một vị vua ít quyền lực và một tình thế hỗn loạn. Vì vậy, ông đã dựng lên một Trung Quốc với một thể chế tập trung mạnh mẽ không dựa vào lòng trung thành của các quận công địa phương.

## Giai đoạn Xuân Thu
Sau khi kinh đô (Cảo) bị các bộ tộc rợ phía tây cướp bóc, Chu Bình Vương (Cơ Nghi Cữu) chạy sang phía Đông. Trong khi rút chạy từ thủ đô phía tây về phía đông, vị vua Chu nhờ các vị vương hầu ở gần đó là Tần (秦), Trịnh (鄭) và Tấn (晉) bảo vệ khỏi các rợ và các vị vương hầu phản loạn. Ông dời đô thành của Chu từ Cảo Kinh (nay thuộc Thiểm Tây) đến Lạc Ấp (nay thuộc Lạc Dương) ở châu thổ sông Hoàng Hà.
Vị vua trốn chạy nhà Chu không có được vị trí chắc chắn trên vùng lãnh thổ phía đông; thậm chí cả lễ lên ngôi của thế tử cũng phải nhờ sự trợ giúp của các vị vương hầu trên mới diễn ra được. Với sự sút giảm lớn về đất đai, chỉ còn giới hạn ở Lạc Dương và các vùng xung quanh, triều đình Chu không còn có thể duy trì sáu đội quân thường trực (lục quân). Các vị vua nhà Chu tiếp sau cần sự trợ giúp của các chư hầu hùng mạnh xung quanh để bảo vệ họ khỏi các cuộc cướp bóc và để giải quyết các cuộc tranh giành quyền lực bên trong. Triều đình nhà Chu không bao giờ còn lấy lại được quyền lực trước đó của họ; họ chỉ còn đơn thuần là một triều đình bù nhìn của các chư hầu phong kiến. Mặc dù nhà Chu trên danh nghĩa vẫn đang nắm Thiên Mệnh, danh hiệu không hề có quyền lực.

## Sự nổi lên của các bá chủ
Vị quý tộc đầu tiên giúp đỡ các vua nhà Chu là Trịnh Trang Công (鄭莊公) (ở ngôi 743 TCN - 701 TCN). Ông là người đầu tiên lập lên ngôi vị bá chủ, với ý định giữ lại hệ thống cai trị cũ. Các nhà sử học xưa biện hộ rằng hệ thống mới là một phương tiện để bảo vệ các chư hầu văn minh yếu hơn và triều đình nhà Chu khỏi phải chịu sự cướp phá của các bộ tộc nằm bao quanh (mà người Trung Hoa thường gọi miệt thị là Bắc Địch (北狄); Nam Man (南蠻), Tây Nhung (西戎), Đông Di (東夷)). (Xem thêm Dân tộc ngoài Trung Nguyên cổ đại).
Tuy nhiên, tất cả các chư hầu được cho là "văn minh" thực tế gồm một phần pha trộn đáng kể các tộc người; vì thế không có đường biên giới rõ ràng giữa các chư hầu "văn minh" và các "rợ". Tuy nhiên các bộ tộc với sự khác biệt về dân tộc và văn hoá đó lại có một nền văn minh duy nhất của họ ở một số vùng. Một số nhóm dân tộc về thực chất lại có sức mạnh và được văn minh hoá theo các tiêu chuẩn Trung Quốc tới mức những thực thể chính trị của họ, gồm cả Ngô và Việt, thậm chí được gộp trong một số liên minh của Ngũ Bá.
Các chư hầu hùng mạnh mới nổi lên thực lòng muốn giữ sự ưu tiên dòng dõi quý tộc hơn hệ tư tưởng truyền thống là giúp đỡ các nước yếu hơn ở thời hỗn loạn (匡扶社稷 khuông phù xã tắc), điều này vốn đã từng được truyền bá rộng rãi ở thời đế quốc Trung Quốc để củng cố quyền lực vào tay gia đình cai trị.
Các vị chư hầu Tề Hoàn Công (ở ngôi 685 TCN -643 TCN) và Tấn Văn Công (ở ngôi 636 TCN - 628 TCN) còn đi xa hơn trong việc thiết lập hệ thống cai trị lãnh chúa, nó mang lại sự ổn định nhưng chỉ trong những khoảng thời gian ngắn so với trước kia. Các vụ sáp nhập tăng lên, mang lại lợi ích cho những chư hầu hùng mạnh nhất gồm Tần, Tấn, Tề và Sở. Vai trò của lãnh chúa ngày càng có chiều hướng rời xa khỏi mục đích ban đầu là bảo vệ các chư hầu nhỏ hơn; cuối cùng lãnh chúa đã trở thành một hệ thống quyền bá chủ của các chư hầu lớn đối với các nước vệ tinh yếu hơn ở Trung Quốc và đối với cả những vùng có nguồn gốc "rợ".
Các chư hầu lớn thường lợi dụng lý do giúp đỡ và bảo vệ để can thiệp và kiếm lợi từ các nước chư hầu nhỏ khi xảy ra xung đột nội bộ ở các nước đó. Đa phần các vị bá thời sau này đều bắt nguồn từ các chư hầu lớn thời đó. Họ tự tuyên bố mình là vị chúa tể trên lãnh thổ của họ, thậm chí còn không cần công nhận tính tượng trưng nhỏ mọn của nhà Chu. Việc thiết lập hệ thống hành chính địa phương (châu và quận), với các quan chức được chỉ định bởi chính phủ, tạo cho các chư hầu khả năng kiểm soát lớn hơn với lãnh địa của mình. Việc thu thuế nông nghiệp và thương mại cũng dễ dàng hơn so với kiểu phong kiến trước đó.
Ba nước Tần, Tấn và Tề không chỉ tự tăng cường sức mạnh của mình mà còn đẩy lùi chư hầu ở phía nam là Sở, các vị lãnh chúa ở đó tự phong mình làm vua. Quân đội Sở dần dần xâm nhập vào lưu vực sông Hoàng Hà. Việc coi Sở như là "rợ phương nam" (Sở Man), đơn giản là một lý do để cảnh báo Sở không được can thiệp vào tầm ảnh hưởng riêng của họ. Những sự xâm nhập của Sở nhiều lần bị chống trả với ba trận đánh lớn ngày càng tăng về mức độ bạo lực - trận Thành Bộc (632 TCN), trận Bi (595 TCN) và trận Yên Lăng (575 TCN); điều này dẫn tới sự hồi phục của các chư hầu Trần và Thái (còn gọi là Sái).

## Quan hệ giữa các chư hầu
Ở thời này một hệ thống quan hệ phức tạp giữa các chư hầu được phát triển. Một phần nó được cấu trúc theo hệ thống phong kiến của Tây Chu nhưng các yếu tố thực dụng được tăng cường. Một sự tập hợp các tiêu chuẩn và giá trị thông thường của các chư hầu, có thể gọi một cách không chính xác lắm là Luật quốc tế đã xuất hiện. Khi các vùng ảnh hưởng và vùng văn hoá của các chư hầu mở rộng và giao nhau, các cuộc chạm trán ngoại giao cũng tăng lên.

## Thay đổi nhịp độ chiến tranh
Sau một giai đoạn tăng trưởng chiến tranh ở mọi góc độ, Tề, Tần, Tấn và Sở cuối cùng đã gặp gỡ ở một hội nghị giải giáp vũ khí năm 579 TCN, các nước khác hầu như trở thành các nước vệ tinh (nước phụ dung). Năm 546 TCN, Tấn và Sở đồng ý ngừng chiến với nhau.
Sau một thời gian tương đối yên ổn trong thế kỷ thứ 6 TCN, hai nước chư hầu ven biển ở vùng Chiết Giang ngày nay là Ngô và Việt, dần dần mạnh lên. Sau khi đánh bại và trục xuất vua Phù Sai nước Ngô, vua Câu Tiễn nước Việt (496 TCN - 465 TCN) trở thành vị bá chủ cuối cùng được công nhận.
Thời kỳ hoà bình này chỉ là một sự mở đầu cho một tình trạng rối loạn của Thời Chiến Quốc. Bốn chư hầu mạnh đang ở giữa cuộc tranh giành quyền lực. Sáu họ chiếm hữu đất đai lớn ở nước Tấn tiến hành đánh lẫn nhau. Họ Trần đang loại trừ các đối thủ chính trị ở Tề. Tính chính thống của những vị vua cai trị thường không được thừa nhận trong các cuộc nội chiến với sự tham gia của nhiều thành viên thuộc gia đình hoàng gia ở Tần và Sở. Một lần nữa những người tranh giành đó lại củng cố vững chắc vị trí của mình tại lãnh thổ riêng, sự chém giết giữa các nước tiếp tục trong thời Chiến Quốc. Thời Chiến Quốc chính thức bắt đầu vào năm 403 TCN khi ba họ lớn nhất ở Tấn là Triệu, Ngụy và Hàn phân chia đất nước; triều đình bất lực nhà Chu bắt buộc phải công nhận quyền lực của họ.
Chế tác đồ sắt đã làm nông, công, thương phát đạt, thì cũng làm đổi thay quân sự. Khí giới bằng sắt bén hơn, giết được nhiều hơn, mau hơn. Ai cũng thấy chỉ chiến tranh mới giải quyết được mọi mâu thuẫn. Ngay từ thời Mạnh Tử, chiến tranh đã khốc liệt rồi, người ta "đánh nhau để tranh đất, giết người đầy đồng; đánh nhau để tranh thành, giết người đầy thành."
Nước nào cũng có vài trăm ngàn quân. Nước Tần, thế kỷ thứ IV TCN, bắt tất cả đàn ông từ 15 hay 20 tuổi tới 60 tuổi phải nhập ngũ, như vậy là chỉ còn đàn bà con nít là khỏi phải ra trận. Chính sách ngụ binh ư nông được phổ biến: người dân nào cũng thời bình thì làm ruộng, tập võ nghệ, thời chiến thì thành lính.
Có khi đàn bà người già cũng không được ở yên, phải đi xây trường thành để ngăn xâm lăng. Sở xây trường thành ở Hà Nam, Tề ở Sơn Đông, các nước khác như Ngụy, Tần cũng bắt chước. Những trường thành đó chỉ bằng đất, có khi chỉ là một con đê được đắp cao hơn, rất ít khi bằng đá, nhưng cũng có những đồn nhỏ do một số lính giữ, thấy địch tới thì đốt khói ban ngày, đốt lửa ban đêm báo cho các đồn khác biết. Triệu xây một trường thành ở phía Bắc, Yên cũng vậy, để chống lại các rợ phương Bắc; các thành đó sau này Tần Thủy Hoàng sửa sang lại, nối liền với nhau thành Vạn Lý trường thành.
Về khí giới, người ta chế tạo nỏ và nỗ pháo (catapult) để bắn đá (thế kỷ V TCN). Nỏ mạnh hơn và bắn xa hơn cung, có thể được non 500 mét theo sách thời đó chép. Các tòa thành cũng ngày một cao hơn, kiên cố hơn. Thời Mặc Tử, Công Thâu Ban đã chế tạo được thang mây để đánh thành. Sở dĩ có tên đó vì thang rất cao mới đủ leo lên đánh thành.
Chiến xa trở nên lỗi thời, người ta dùng bộ binh, rồi kỵ binh. Hai nước Ngô, Việt có nhiều hồ, đầm lầy, không dùng chiến xa được, cho nên đã đầu tiên dùng bộ binh. Tấn mới đầu chê chiến tranh dùng bộ binh không có vẻ "lễ nghĩa quý tộc" nhưng rồi Trịnh theo, và dần dần các nước khác cũng theo. Để điều khiển một đoàn bộ binh thì phải có thứ tự, kỷ luật, mà những quy tắc, chiến thuật mới xuất hiện. Bộ binh lại chia làm nhiều hạng (như binh chủng ngày nay), hạng chuyên dùng cung, hạng chuyên dùng nỏ, dùng giáo.
Về kỵ binh, Trung Hoa bắt chước các rợ phương Bắc và phương Tây. Năm 307 TCN, Triệu là nước đầu tiên dùng kỵ binh, nhờ vậy mà mạnh lên được một thời. Họ phải thay đổi nhung phục cho gọn gàng (bận quần, bỏ áo giáp dài đi), và phải tập bắn cung trong khi ngựa phi y như Hung Nô.

## Danh sách các Bá chủ
Theo truyền thống, năm vị Bá (Ngũ Bá) ở thời Xuân Thu (春秋五霸 Chūn Tềū Wǔ Bà) gồm:
- Tề Hoàn Công (齊桓公)
- Tấn Văn Công (晉文公)
- Sở Trang Vương (楚莊王)
- Tần Mục Công (秦穆公)
- Tống Tương Công (宋襄公)

Một số nhà sử học lại đưa ra danh sách Ngũ Bá khác:
- Tề Hoàn Công (齊桓公)
- Tấn Văn Công (晉文公)
- Sở Trang Vương (楚莊王)
- Ngô Vương Phù Sai (吳王夫差)
- Việt Vương Câu Tiễn (越王句踐)

Thứ tự ngẫu nhiên.

## Danh sách các chư hầu lớn
Tên theo sau tên nước là tên thủ đô (theo thứ tự Hán Việt, phồn thể, giản thể).
- Tề 齊 - Lâm Truy 臨淄 临淄
- Sở 楚 - Dĩnh Ấp 郢 郢
- Tần 秦 – Ung (sau dời về Hàm Dương 咸陽 咸阳)
- Tấn 晉 - Tấn Dương
- Lỗ 魯 - Khúc Phụ 曲阜 曲阜
- Trần 陳; - Uyển 宛; Uyển Khâu 宛丘 宛丘
- Sái 蔡 - Thượng Thái 上蔡 上蔡
- Tào 曹
- Tống 宋 - Thương Khâu 商丘 商丘
- Ngô 吳 - Cô Tô 姑蘇 姑苏
- Việt 越 - Cối Kê 會稽 会稽
- Vệ 衞
- Trịnh 鄭 - Tân Trịnh 新鄭
- Yên 燕 - Yên Ấp

## Danh sách những gương mặt quan trọng

### Các quan lại, mưu sĩ
- Quản Trọng (管仲), chính khách và quân sư của Tề Hoàn Công và được một số học giả thời nay cho là người Pháp gia đầu tiên.
- Bách Lý Hề (百里奚), biệt hiệu Ngũ Cổ đại phu (Đại phu Năm tấm da dê), tể tướng nổi tiếng của Tần.
- Bá Hi, vị tham quan dưới thời vua Hạp Lư và đóng vai trò ngoại giao quan trọng trong quan hệ Ngô-Việt.
- Văn Chủng 文種 và Phạm Lãi 范蠡, hai vị quân sư và giúp vua Việt Câu Tiễn trong cuộc chiến chống Ngô của ông.
- Tử Sản (子產), lãnh đạo phong trào tự cường ở nước Trịnh

### Những học giả có ảnh hưởng
- Khổng Tử (Confucius), triết gia, người sáng lập Khổng giáo.
- Lão Tử (Laozi hay Lao tse), người sáng lập Đạo giáo
- Mặc Tử (墨子) ("Mozi", "Motse", "Mocius", hay "Micius" đối với các học giả phương Tây), người sáng lập Đạo Mặc

### Các nhà sử học
- Khổng Tử, tác giả bộ sử Kinh Xuân Thu

### Các kỹ sư
- Mặc Tử (墨子)
- Lỗ Ban (鲁班)

### Nhà luyện vũ khí
- Âu Dã Tử 歐冶子, có nghĩa Âu người luyện vũ khí và là thầy của hai vợ chồng Can Tương và Mạc Tà

### Nhà buôn và thương mại cá nhân
- Huyền Cao, nhà buôn nước Trịnh
- Phạm Lãi

### Các tướng lĩnh, lãnh đạo quân đội và các tác gia
- Ngũ Tử Tư, hay Ngũ Viên, người giúp nước Ngô đánh phá nước Sở, đưa nước Ngô lên hàng Bá chủ
- Tôn Tử, hay Tôn Vũ, tác giả Binh pháp Tôn Tử
- Tôn Tẫn, Bạch Khởi, Ngô Khởi, Liêm Pha, Lý Mục...
- Tư Mã Nhương Thư, hay Điền Nhương Thư, tác giả bộ Tư Mã Nhương Thư binh pháp.

### Các thích khách
- Tào Mạt, tướng nước Lỗ, không hành thích mà chỉ giơ gươm doạ Tề Hoàn công, buộc Hoàn công trả lại đất đã chiếm cho nước Lỗ. Tuy Tào Mạt không sát thương vua Tề nhưng Sử ký cũng liệt ông vào hàng thích khách.
- Chuyên Chư, được Công tử Quang nước Ngô cử đi ám sát Ngô vương Liêu, tạo điều kiện để Công tử Quang lên là Ngô vương Hạp Lư.
- Yêu Ly (Yao Li), được Hạp Lư cử đi giết Khánh Kỵ, con của Ngô vương Liêu.
- Dự Nhượng, môn khách của Trí Bá, nhiều lần mưu sát không thành Triệu Tương Tử để trả thù cho Trí Bá.

Xem thêm: Bách gia chư tử

## Các sự kiện nổi bật
770 TCN – các quý tộc nhà Chu ủng hộ Chu Bình Vương (周平王) lên làm vua mới nhà Chu. Bình vương dời đô đến Lạc Ấp (雒邑). Giai đoạn Đông Chu hay Xuân Thu bắt đầu. Bình vương phong cho con của nhà quý tộc Doanh Kỳ (贏其) làm chủ thêm vùng tây bắc của nhà Chu (đất Phong và đất Kỳ). Ông được gọi là Tần Tương công (秦襄公). Nước Tần (秦) từ đó trở thành nước lớn.
766 TCN Tần Tương công qua đời, con là Tần Văn công lên kế vị.
763 TCN - Trịnh Trang Công (鄭莊公) sáp nhập và tiêu diệt vương quốc rợ Hồ (Hồ Quốc) (胡國). Ông tin cậy vào vị quan nổi tiếng của mình là Sái Trọng (祭仲).
750 TCN - Tấn Văn hầu (晉文侯) Cơ Cừu (姬仇) sáp nhập và tiêu diệt vương quốc Dư Thần Chu (余臣周)
717 TCN Trịnh Trang công vào triều kiến Chu Hoàn Vương nhưng ông không tiếp đãi theo đúng lễ tiếp đãi chư hầu.
715 TCN Trịnh Trang công tự ý cùng nước Lỗ trao đổi hứa điền.
711 TCN Trịnh Trang công đưa binh đánh nước Tống. Nước Tống đại bại, Tống Thương công Vi Tử Dữ Di bị phế, công tử Bằng (Vi Tử Bằng) được Trịnh Trang công tôn lên làm vua, gọi là Tống Trang công
707 TCN, Chu Hoàn Vương bèn mang quân các nước chư hầu đánh nước Trịnh để trả thù. Hoàn Vương bại trận, bản thân ông bị quân Trịnh bắn bị thương, phải lui binh.
704 TCN - Lãnh chúa nước Sở (楚) Hùng Thông (羋熊通), lợi dụng sự yếu kém của vua Chu để thoát khỏi sự ràng buộc như một chư hầu của nhà Chu và tự phong mình làm vua. Ông tuyên bố lập ra nước Sở (楚國) và tự gọi là Sở Vũ Vương (楚武王).
701 TCN - Trịnh Trang Công (鄭莊公) chết. Con ông là Cơ Hốt (姬忽) kế vị và được gọi là Trịnh Chiêu Công (鄭昭公). Vì công chúa Ung Thị (雍氏) nước Tống (宋國) lấy Trịnh Trang Công và có một con trai tên là Cơ Đột (姬突), vua Tống nghĩ rằng ông có thể mở rộng ảnh hưởng của mình tới Trịnh bằng cách giúp đưa lên ngôi một vị vua mới có quan hệ với nước Tống. Tế Túc (祭仲), người được kính trọng và có ảnh hưởng ở Trịnh, đã bị Tống lừa bắt và buộc phải ủng hộ Công tử Đột lên làm người kế vị ngôi báu nước Trịnh. Trịnh Chiêu Công bị giáng tước và phải chạy trốn. Công tử Đột lên nối ngôi và được gọi là Trịnh Lệ Công (鄭厲公).
697 TCN Chu Hoàn Vương mất, con là Cơ Đà lên nối ngôi, tức là Chu Trang Vương. Trịnh Lệ công bị phế, Trịnh Chiêu công được về ngôi cũ.
695 TCN Trịnh Chiêu công mất, Cơ Tử Vĩ lên ngôi tức Trịnh Tử Vĩ.
694 TCN - Tề Tương Công (齊襄公) Khương Chư Nhi (姜諸兒) tập hợp chư hầu ở Thủ Chỉ (首止) và ám sát Lỗ Hoàn Công (魯桓公). Tế Túc nước Trịnh giết Trịnh Tử Vĩ, Cơ Tử Anh lên ngôi tức Trịnh Tử Anh.
690 TCN Sở Vũ Vương mất, con là Hùng Ti lên ngôi tức Sở Văn Vương.
686 TCN - Tề Tương Công (齊襄公) bị Khương Vô Tri (姜無知) ám sát để giành ngôi vua nước Tề. Hai công tử Khương Củ do Quản Trọng phò tá sang Lỗ và Khương Tiểu Bạch do Bào Thúc Nha phò tá chạy đi.
685 TCN – Vua Tề Khương Vô Tri (姜無知) bị Ung Lẫm ám sát. Khương Tiểu Bạch (姜小白) trở về và thành người nối ngôi và trở thành Tề Hoàn Công (齊桓公) nổi tiếng. Tề Hoàn Công hội chiến Lỗ Trang công ở Kiền Thời. Lỗ Trang Công thua trận, giết Khương Củ, Quản Trọng được Thấp Bằng hi sinh cứu về Tề.
684 TCN Tề Hoàn Công (齊桓公) đưa Quản Trọng (管仲) lên làm Tướng (相), hay tể tướng.
681 TCN Tề Hoàn Công (齊桓公) và Lỗ Trang Công (魯莊公) Cơ Đồng (姬同) gặp mặt và thương lượng ở đất Kha (柯).
680 TCN Trịnh Tử Anh bị phế, Trịnh Lệ công quay về ngôi báu nước Trịnh.
679 TCN Tề Hoàn Công (齊桓公) mời và tập hợp tất cả các chư hầu ở Trung Nguyên vào liên minh của mình và bắt đầu trở thành vị Bá chủ chư hầu huyền thoại. Cùng năm đó, vị chư hầu ở Khúc Ốc (曲沃) nước Tấn (晉), Cơ Đại (姬代), giết vua nước Tấn, Cơ Mẫn (姬湣). Cơ Đại đút lót cho Chu Ly Vương (周釐王), Cơ Hồ (姬胡), và được triều đình hoàng gia chính thức chỉ định làm vua mới ở nước Tấn. Ông được gọi là Tấn Vũ Công (晉武公).
676 TCN Chu Ly Vương mất, con là thái tử Cơ Lãng lên ngôi tức Chu Huệ Vương.
675 TCN Chu Huệ vương chiếm đoạt vườn tược của các đại thần làm chỗ thả thú. Đại thần Biên Bá bất mãn, cùng 4 đại thần khác ngầm mượn quân chư hầu của Yên Trang Công và Vệ Huệ Công về đánh Chu Huệ vương. Huệ vương bỏ chạy về đất Ôn rồi sang nương nhờ nước Trịnh. Biên Bá lập vương tử Đồi lên ngôi.
673 TCN, Trịnh Lệ Công cùng Quắc công liên minh giúp Huệ vương, mang quân đánh Lạc ấp, giết chết vương tử Đồi và dựng lại Huệ vương. Trịnh Lệ công muốn được Huệ vương ban chén ngọc nhưng Huệ vương không nghe theo, do đó nước Trịnh giận thiên tử nhà Chu.
672 TCN, Sở Đồ Ngao mất. Con là Hùng Uẩn lên ngôi tức Sở Thành Vương.
668 TCN Tấn Hiến Công (晉獻公), người kế tục Tấn Vũ Công (晉武公), dời thủ đô của Tấn đến Giáng (絳).
667 TCN Chu Huệ Vương (周惠王), Cơ Lãng (姬閬), trao tước Bá (霸), cho Tề Hoàn Công (齊桓公). Ông tiếp tục lãnh đạo liên minh các chư hầu để phục vụ và bảo vệ Vương quốc Chu.
663 TCN, nước Sơn Nhung ở phía bắc đánh nước Yên. Yên Trang công cầu cứu nước Tề. Tề Hoàn công mang quân đi cứu Yên. Ông đánh bại quân Sơn Nhung, diệt Sơn Nhung và nước Cô Trúc.
660 TCN Tần Thành Công (秦成公) chết. Doanh Nhâm Hảo (嬴任好) trở thành lãnh chúa mới ở Tần và được gọi là Tần Mục Công (秦穆公).
659 TCN nước Vệ bị nước Xích Địch xâm lấn, Vệ Ý công bị giết. Tề Hoàn công điều quân sang cứu nước Vệ và xây thành Sở Khâu, lập Vệ Đái công và Vệ Văn công.
658 TCN Tấn Hiến công dùng kế "Môi hở răng lạnh" mà diệt nước Ngu và nước Quắc.
657 TCN, Tề Hoàn Công hội chư hầu chống Thái vì vợ mình là Thái Cơ trốn về nước.
656 TCN Vì nước Thái (蔡) quyết định nộp cống cho nhà Chu thay vì liên minh với Tề (齊), (Tề Hoàn Công (齊桓公) dẫn quân liên minh chư hầu vào Thái. Thái mất nước và liên minh lại dự định tấn công nước Sở. Dưới chiến lược khôn khéo của tể tướng Quản Trọng nước Tề (管仲), Sở buộc phải thề liên minh với Tề. Tề Hoàn Công chiến thắng trở về và lại tổ chức một cuộc gặp chư hầu ở Quỳ Khâu (葵丘).
652 TCN Chu Huệ Vương mất, con là Cơ Trịnh lên ngôi tức Chu Tương Vương.
651 TCN Chu Tương Vương lên ngôi, sai người mang cung tên, thịt tế tặng Tề Hoàn Công ở Quỳ Khâu, Tề Hoàn Công làm lễ đón nhận. Tề Hoàn Công còn hội chư hầu lần nữa, lần này Tấn Hiến công (晉獻公) đến muộn, hội tan, ông trở về và bệnh chết. Bà Ly Cơ (驢姬)(một người vợ thứ được sủng ái nhất của Tấn Hiến công) lập mưu giết Cơ Thân Sinh (con lớn của Tấn Hiến công), cho người đuổi giết Cơ Di Ngô và Cơ Trùng Nhĩ đi nơi khác. Một trong những người con của bà tên là Cơ Hề Tề (姬奚齊), lên nối ngôi. Một vị đại phu nước Tấn là Lý Khắc (里克) giết ông ngay sau đó. Cơ Trác Tử (姬卓子) trở thành vua mới của Tấn nhưng cũng lại bị Lý Khắc giết, Ly Cơ bị giết nốt. Tề Hoàn Công dẫn quân liên minh chư hầu của mình vào nước Tấn và muốn ngăn chặn cuộc chém giết. Tuy nhiên, ông đã tới muộn, vì Tần Mục Công (秦穆公) đã làm việc đó bằng cách đưa một người mới lên ngôi ở Tấn với đội quân do vị tướng của ông là Bách Lý Hề (百里奚) chỉ huy. Vị công tử này là Cơ Di Ngô (姬夷吾), và sau khi lên ngôi tức là Tấn Huệ công (晉惠公). Cùng năm đó, Tống Hoàn Công (宋桓公) chết. Con ông là Tử Tư Phủ (子茲甫) nối vị và được gọi là Tống Tương Công (宋襄公).
648 TCN em Chu Tương vương là Cơ Đái mượn quân các nước Nhung, Địch định cướp ngôi vua. Tề Hoàn công sai Quản Trọng đi dẹp các nước Nhung, Địch.
647 TCN vương tử Đái chạy sang tị nạn ở nước Tề. Tề Hoàn công xin Chu Tương vương tha tội cho Đái.
644 TCN, người Nhung lại mang quân đánh nhà Chu. Tề Hoàn công đã già yếu, ra lệnh cho các chư hầu đi cứu thiên tử, đánh đuổi người Nhung.
643 TCN (Tề Hoàn Công (齊桓公) chết. Trong những năm cuối đời, sau cái chết của tể tướng Quản Trọng (管仲), Tề Hoàn Công đã sử dụng những kẻ bất tài (Khai Phương, Thụ Điêu, Dịch Nha) vào những vị trí cao trong triều. Và kết quả là những kẻ đó nắm lấy quyền lực quốc gia khi ông sắp chết bằng cách giết hại các vị quan trung thành và tài giỏi trong triều. Tề Hoàn Công dự định đưa con út nối ngôi. Tuy nhiên, những kẻ nắm quyền đã thay đổi ý định của ông và đưa con cả của ông là Khương Vô Khuy (姜無虧), lên nối ngôi.
642 TCN Khương Vô Khuy (姜無虧), người nối ngôi Tề Hoàn Công (齊桓公), bị giết.
641 TCN Sau cái chết của Tề Hoàn Công (齊桓公), không ai thực sự nắm quyền làm bá, và cơ hội lại dành cho tất cả moi người. Tống Tương Công (宋襄公) tuyên bố thành lập liên minh chư hầu mới trong một nỗ lực để lên làm Bá chư hầu. Tuy nhiên nước Tống không mạnh và rộng lớn như Tề và Tống Tương Công cũng không tài giỏi như Tề Hoàn Công. Hơn nữa, Tề Hoàn Công có sự giúp đỡ của Quản Trọng (管仲) người điều hành đất nước tới vị trí là chư hầu mạnh nhất và thành công nhất trong giai đoạn Xuân Thu.
Tề Hoàn Công mất, nước Tề phát sinh nội loạn vì cuộc tranh giành ngôi quốc quân, Tống Tương Công bèn đứng ra thống lĩnh liên minh Tống, Vệ, Tào và Chu tiến vào nước Tề hợp sức với lực lượng của người Tề để đưa Khương Chiêu (姜昭) Tề Hiếu Công(齊孝公) lên ngôi.
Để bắt đầu thời cai trị của mình, Tống Tương Công bắt vua nước Đằng và giết vua nước Tắng mà không có lý do cụ thể. Lưu ý rằng đây là một sai lầm lớn chứ không phải là một dấu hiệu của quyền lực bởi vì một vị Bá phải nhân đức, mạnh mẽ, ủng hộ vua nhà Chu, và là người đáng kính. Mọi hành động của vị Bá chủ phải đúng đắn và quả cảm như những hành động của Tề Hoàn Công.
638 TCN Tống Tương Công cầm quân nước Tống đối đầu với quân nước Sở tại trận Hoằng Thủy (nay nằm ở phía Tây Bắc Chá Thành, Hà Nam). Lúc đó khi chứng kiến binh lực mạnh mẽ của quân Sở, đại tư mã nước Tống là Tử Ngư khuyên Tương công chờ quân Sở đi tới giữa sông thì tung quân tấn công, Tương công từ chối vì cho rằng quân Tống là quân nhân nghĩa nên không thể làm như vậy. Tới khi quân Sở đã sang sông và đang bày thế trận, Tử Ngư lại khuyên Tương công tấn công vì cho rằng quân Sở chưa kịp ổn định đội ngũ, tấn công ngay thì may ra mới có cơ hội thắng lợi, Tống Tương Công lại đem bài nhân nghĩa ra để cự tuyệt, rốt cục quân Sở đánh cho quân Tống đại bại, bản thân Tương công cũng bị trúng tên trọng thương.
637 TCN, Tống Tương Công qua đời, con trai Tương công lên nối ngôi quốc quân tức Tống Thành Công. Tấn Huệ Công nhiều lần cho người ám sát Cơ Trùng Nhĩ lưu vong bên ngoài không thành, bị dân oán. Ông gây chiến với Tần và qua đời. Con ông là Cơ Ngữ đang làm con tin ở Tần trốn về đăng cơ, tức Tấn Hoài công. Tấn Hoài công lo Trùng Nhĩ sẽ về tranh ngôi, bèn ra lệnh cho những đại phu theo giúp Trùng Nhĩ phải trở về theo kỳ hạn, nếu không sẽ giết cả nhà. Con Hồ Đột là Hồ Mao đang theo Trùng Nhĩ ở nước Sở, Tấn Hoài công bắt Hồ Đột giam lại. Hồ Đột cự lệnh Hoài công không gọi con về. Tấn Hoài công bèn giết chết Hồ Đột.
636 TCN, Tần Mục công diệt hai tiểu quốc Lương và Nhuế, sai quân đưa Trùng Nhĩ về nước. Trùng Nhĩ sai người về báo cho vây cánh các đại phu Loan Chi, Khước Bốc làm nội ứng ở Giáng đô đón quân Tần. Tấn Hoài công điều quân ra chống quân Tần, do thế cô, bèn bỏ chạy sang đất Cao Lương. Trùng Nhĩ vào Giáng đô, trở thành vua Tấn Văn Công. Ngày mậu thân tháng đó, Tấn Văn công sai người đến đất Cao Lương giết Tấn Hoài công. Vây cánh những người chống lại Tấn Văn công còn khá đông, cầm đầu là Lã Sảnh và Khước Nhuế. Hai người mưu đốt cung điện để ám sát ông và lập vua khác. Hoạn quan Bột Đề vốn từng 2 lần được cử đi giết ông không thành trước đây, báo với Tấn Văn công. Văn công bèn vi hành bí mật sang nước Tần một lần nữa để tránh. Tần Mục công đón tiếp ông ở Vương Thành. Trong nước Tấn chỉ có mấy cận thần biết vua đã ra ngoài. Quân họ Lã và họ Khước đánh bại bỏ chạy. Tần Mục công sai sứ đến dụ Lã Sảnh và Khước Nhuế đến gặp để bàn lập người khác làm vua. Lã Sảnh và Khước Nhuế đến liền bị vua Tần bắt giết trên sông Hoàng Hà. Sau đó Tần Mục công sai 3000 quân hộ vệ Tấn Văn công trở về nước Tấn. Từ đó nước Tấn tạm yên ổn. Chu Tương Vương bị vương tử Đái cướp ngôi, chạy sang lưu vong ở nước Trịnh và cầu cứu Tấn Văn công.
635 TCN, Tấn Văn Công mang quân đến đất Dương Phàn, bao vây ấp Ôn của vương tử Đái. Đồng thời ông đón Chu Tương vương về đất nhà Chu. Tháng 4 năm đó, ông tiến quân vào diệt vương tử Đái. Chu Tương vương được phục ngôi, ban cho Tấn Văn công ngọc khuê và cung tên, rồi cắt đất Dương Phàn và Hà Nội cho Tấn Văn công.
633 TCN, Sở Thành vương mang quân bao vây nước Tống. Tống Thành công cầu viện nước Tấn. Cuối năm đó, Tấn Văn công bèn lập 3 đạo quân, ra trận đánh quân Sở.
632 TCN, Tấn Văn công đánh nước Tào là chư hầu của Sở, Tấn Văn công định mượn đường nước Vệ nhưng Vệ Thành công không cho, vì vậy ông chuyển sang đánh nước Vệ, đánh chiếm thành Ngũ Lộc. Vệ Thành công cầu Sở Thành vương cứu nhưng người trong nước không ủng hộ, bị đuổi phải chạy ra đất Tương Ngưu. Công tử Mãi chiếm giữ nước Vệ xin hòa với nước Tấn. Tấn Văn công cho nước Vệ giảng hòa rồi mang quân đánh nước Tào. Quân Tấn vây hãm nước Tào trong 3 tháng, cuối cùng chiếm được thành, bắt sống Tào Cung công. Quân Sở đang vây hãm nước Tống. Tấn Văn công có ơn với cả vua Tống và vua Sở trên đường lưu lạc nên phân vân khó xử chưa biết ủng hộ bên nào. Tiên Chẩn hiến kế bắt nước Tào và nước Vệ cắt đất cho nước Tống khiến Sở Thành vương phải giải vây Tống sang cứu Tào và Vệ. Quả nhiên Sở Thành vương rút quân khỏi nước Tống, muốn rút về nước và giảng hòa với Tấn. Tướng Sở là Thành Đắc Thần không đồng tình, nhất định đòi giao tranh với quân Tấn. Sở Thành vương giận Đắc Thần, chỉ cấp cho ít quân. Thành Đắc Thần sai sứ là Uyển Xuân đến gặp Tấn Văn công, Tấn Văn công bắt giữ Uyển Xuân, không đàm phán với Đắc Thần. Mặt khác, ông sai người ngầm giao hẹn với Vệ Thành công và Tào Cung công sẽ phục ngôi cho hai người nếu họ tuyệt giao với nước Sở. Vua Tào và vua Vệ chấp nhận làm theo Tấn Văn công. Thành Đắc Thần thấy hai chư hầu Tào, Vệ tuyệt giao Sở để theo Tấn, nổi giận thúc quân đánh Tấn. Tấn Văn công giữ đúng giao ước với Sở Thành vương khi nương nhờ ở nước Sở, bèn hạ lệnh quân Tấn lui 3 xá là 90 dặm để nhường quân Sở, tới Thành Bộc. Tuy nhiên Thành Đắc Thần đang hăng hái không chịu lui binh, tiếp tục thúc quân Sở tiến lên truy kích. Tấn Văn công đóng quân ở Thành Bộc, có Tống Thành công cùng tướng các nước Tề, Trần hội binh hỗ trợ. Phía quân Sở có quân Trịnh theo giúp. Ngày Kỷ Tị, hai bên đánh nhau to ở Thành Bộc. Quân Tấn đại thắng quân Sở. Thành Đắc Thần mang tàn quân tháo chạy. Trịnh Văn công giảng hòa với Tấn. Tấn Văn công về đất Hành Ung, làm cung điện cho Chu Tương Vương ở đất Tiễn Thổ. Ông dâng tù binh Sở dâng Chu Tương vương. Vua Chu sai vương tử Hồ đến hội, phong ông làm bá chủ chư hầu. Từ đó Tấn Văn công chính thức trở thành bá chủ. Sở Thành vương trách tội khiến Thành Đắc Thần phải tự tử, Tấn Văn công mới hết lo việc chiến tranh với nước Sở. Ông phục ngôi cho vua Vệ và vua Tào. Mùa đông năm đó, Tấn Văn công lại hội chư hầu ở đất Ôn và sai sứ mời Chu Tương vương tới hội chư hầu ở Hà Dương. Vì thiên tử đã suy yếu, Tương vương phải đến theo triệu tập của nước Tấn. Sử ký nói về sự kiện này rằng: "Sử sách tránh việc bề tôi triệu kiến quân chủ, nên chỉ ghi: Thiên tử đi tuần thú ở Hà Dương".
630 TCN, Tấn Văn công vì nước Trịnh có thù với mình khi lưu lạc, lại giúp Sở chống Tấn nên cùng Tần Mục công mang quân đánh Trịnh. Nước Trịnh bị vây hãm. Đại phu nước Trịnh là Thúc Thiêm phải tự sát để lấy lòng nước Tấn nhưng Văn công vẫn đòi bắt vua Trịnh. Trịnh Văn công bèn sai sứ đến gặp Tần Mục công, phân tích lợi hại: đánh Trịnh chỉ làm tăng uy thế của Tấn, không lợi gì cho Tần. Tần Mục công bèn tự mình rút quân. Tấn Văn công vây Trịnh không hạ được cũng bãi binh về nước.
628 TCN, Tấn Văn công mất. Thế tử Cơ Hoan lên nối ngôi, tức là Tấn Tương công. Tương công kế tục được ngôi bá chủ của Văn công để lại.
627 TCN Tần và Tấn lại ở vào thế xung đột ở trận Hào Sơn(nay nằm ở Đông Nam Tam Môn Hiệp, Hà Nam, Tần bại.
626 TCN Hùng Thương Thần giết cha là Sở Thành Vương trong cung, lên ngôi tức Sở Mục Vương.
625 TCN Tần đánh Tấn tại trận Bành Nha (nay nằm ở Đông Bắc Bạch Thủy, Thiểm Tây), quân Tần thất bại nặng nề.
Năm 624 TCN, Tần Mục công thân dẫn quân đi đánh nước Tấn, sau khi vượt Hoàng Hà, Mục công thể hiện ý chí quyết thắng bằng việc ra lệnh thiêu hủy thuyền vượt sông. Quân Tần nhanh chóng chiếm được Vương Quan (nay ở phía Tây Văn Hỷ, Sơn Tây) khiến quân Tấn sợ hãi chỉ dám cố thủ trong thành không ra giao chiến, Mục công bèn dẫn quân Tần đi thu nhặt hài cốt của lính Tần tử trận trước kia rồi quay về nước để chuẩn bị mở mang bờ cõi sang phía Tây.
623 TCN Tần Mục công cử đại binh tấn công Tây Nhung và giành thắng lợi lớn khiến cho 20 tiểu quốc ở đây quay sang quy phục nước Tần khiến cho biên giới nước Tần được mở rộng chưa từng có, phía Nam giáp Tây Lĩnh, phía Tây vươn tới Địch Đạo (nay thuộc Lâm Thao, Cam Túc), phía Bắc đến Cù Diễn Nhung (nay thuộc Diêm Trì, Ninh Hạ), phía Đông giáp với Hoàng Hà. Danh tiếng bá chủ Tây Nhung của Tần Mục công làm vang dội chư hầu và ông được coi là một trong Ngũ Bá thời Xuân Thu.
621 TCN Tần Mục công qua đời.
619 TCN Chu Tương Vương qua đời, con là Cơ Nhâm Thần lên ngôi tức Chu Khoảnh Vương.
614 TCN Sở Mục Vương mất, con là Hùng Lữ lên ngôi tức Sở Trang Vương. Đây là vị bá chủ cuối cùng của Xuân Thu Ngũ Bá.
613 TCN Chu Khoảnh Vương mất, con là Cơ Ban lên ngôi tức Chu Khuông Vương.
607 TCN Chu Khuông Vương mất, con là Cơ Du lên ngôi tức Chu Định Vương.
586 TCN Chu Định Vương mất, con là Cơ Di lên ngôi tức Chu Giản Vương.
572 TCN Chu Giản Vương mất, con là Cơ Tiết Tâm lên ngôi tức Chu Linh Vương.
551 TCN đức Khổng Tử ra đời.
548 TCN cha của Khổng Tử là Thúc Lương Ngột qua đời, từ đó hai mẹ con làm lụng kiếm sống.
545 TCN Chu Linh Vương mất, con là Cơ Quý lên ngôi tức Chu Cảnh Vương.
532 TCN, Khổng Tử lấy vợ và làm một chức quan nhỏ coi kho chuyên quản lý kho tàng, xuất nạp tiền lương công bằng chuẩn xác ở nước Lỗ.
529 TCN, Khổng Tử mở lớp dạy học, học trò của ông có 72 người là thành đạt, nổi danh.
522 TCN, Khổng Tử nhờ Lỗ Chiêu công giúp đỡ phương tiện để đi đến Lạc Ấp (kinh sư của nhà Chu) để học hỏi.
521 TCN Chu Cảnh Vương mất, con là Cơ Mãnh lên ngôi tức Chu Điệu Vương.
520 TCN Chu Điệu Vương bị vương tử Triều binh biến giết chết, lập Cơ Cái lên ngôi, tức Chu Kính Vương.
517 TCN, nước Lỗ qua cơn hoạn nạn, Khổng Tử cùng các đệ tử rời Lỗ đi khắp các nước để thuyết giảng Nho học. Khổng Tử sang Tề một thời gian.
511 TCN, Khổng Tử về Lỗ tiếp tục dạy học và viết sách.
510 TCN, Lỗ Chiêu công qua đời, con là Cơ Tống lên ngôi tức Lỗ Định công.
506 TCN Khổng Tử dẫn 30 học trò qua nước Thái.
501 TCN, Công Tôn Thất Nhiễu làm loạn ở ấp Phi, gia thần họ Quý sai người đến triệu Khổng Tử ra giúp. Khổng Tử từ chối.
500 TCN, Khổng Tử về Lỗ, được giao coi thành Trung Đô (Trung Đô Tể).
499 TCN, Khổng Tử được thăng chức Đại tư khấu (coi việc hình pháp), kiêm quyền tể tướng. Sau ba tháng, nước Lỗ trở nên thịnh trị.
495 TCN, Lỗ Định công qua đời, con là Cơ Tương lên ngôi tức Lỗ Ai công. Khổng Tử được thăng chức Đại Tư Khấu.
491 TCN, Khổng Tử giết tham quan Thiếu Chính Mão, nước Lỗ hưng thịnh. Tề Cảnh công thấy vậy thì trả đất khi trước chiếm được cho Lỗ, còn ban nhiều mỹ nữ cho Lỗ Ai công. Lỗ Ai công đắm chìm tửu sắc. Kẻ gian hãm hại Khổng Tử nên Khổng Tử từ quan, cùng các học trò rời Lỗ mà đi.
490 TCN, Khổng Tử sang Vệ.
489 TCN Khổng Tử sang Thái.
483 TCN, Khổng Tử về Lỗ, tiếp tục dạy học và bắt tay vào soạn sách Ngũ Kinh: Kinh Thư, Kinh Thi, Kinh Lễ, Kinh Dịch, Kinh Xuân Thu.
479 TCN Khổng Tử qua đời, thọ 73 tuổi.